# Angela Moroșanu
Angela Moroșanu (ur. 26 lipca 1986 w Jassach) – rumuńska lekkoatletka, sprinterka i płotkarka.

## Sukcesy
- brązowy medal Halowych Mistrzostw Świata w Lekkoatletyce (sztafeta 4 × 400 metrów, Budapeszt 2004)
- 6. miejsce podczas Igrzysk Olimpijskich (sztafeta 4 × 400 metrów, Ateny 2004)
- dwa brązowe medale mistrzostw Europy juniorów (Kowno 2005, bieg na 200 metrów i bieg na 400 metrów)[1]
- 2. miejsce na Superlidze Pucharu Europy (bieg na 200 metrów, Malaga 2006)
- 8. miejsce w Mistrzostwach Europy (bieg na 200 metrów, Göteborg 2006)
- 4. miejsce podczas Halowych Mistrzostw Europy (bieg na 400 metrów, Birmingham 2007)
- złoty medal Młodzieżowych Mistrzostw Europy w Lekkoatletyce (bieg na 400 metrów przez płotki, Debreczyn 2007), z wynikiem 54,50 jest ona aktualną rekordzistką tej imprezy
- 5. miejsce w Halowych Mistrzostwach Świata (bieg na 400 metrów, Walencja 2008)
- 5. miejsce na Halowych Mistrzostwach Świata (sztafeta 4 × 400 metrów, Walencja 2008)
- 8. miejsce na Mistrzostwach Świata (bieg na 400 metrów przez płotki), Berlin 2009)
- liczne tytuły mistrzyni Rumunii na różnych dystansach oraz w skoku w dal

Moroșanu uczestniczyła w Igrzyskach Olimpijskich w Pekinie (2008) gdzie odpadła w półfinałowym biegu na 400 metrów przez płotki.

## Rekordy życiowe
- bieg na 100 metrów – 11,47 (2005)
- bieg na 200 metrów – 22,91 (2006)
- bieg na 400 metrów przez płotki – 53,85 (2013)
- bieg na 60 metrów (hala) – 7,30 (2005)
- bieg na 200 metrów (hala) – 23,63 (2005)
- bieg na 400 metrów (hala) – 51,93 (2007)
- skok w dal (stadion) – 6,66 (2017)
- skok w dal (hala) – 6,56 (2017)